# 忍者巨龍屬
忍者巨龍（屬名：Ninjatitan，意為「忍者泰坦」）是一屬泰坦巨龍類的蜥腳下目恐龍，化石發現於阿根廷的紅坡組，年代為早白堊世（貝里亞階－凡藍今階），是目前已知最古老的泰坦巨龍類。

## 發現及命名
2014年，清復師喬納坦·阿羅卡（Jonatan Aroca）在阿根廷北部的內烏肯省發現了一個肩胛骨，接著隔年發現了一個蜥腳類顱後骨骼，包括三個脊椎、一塊股骨及一塊腓骨。化石在喬昆城（Villa Chócon）的博物館進行清復工作。
2021年，Pablo Ariel Gallina、Juan Ignacio Canale、José Luis Carballido敘述、命名了模式種薩氏忍者巨龍（Ninjatitan zapatai）。屬名來自阿根廷古生物學家塞巴斯蒂安·阿佩斯特吉亞的綽號「El Ninja」，他在地質學家赫克托·藍莎（Hector Leanza）的提示下在當地開始進行挖掘。種名則是紀念動物標本製作師羅傑里奧·沙帕塔（Rogelio Zapata）。

## 敘述
忍者巨龍身長估計約20公尺。牠呈現出典型的泰坦巨龍類特徵：尾椎前凹（procoelous）；前段尾椎有氣腔化的椎弓；肩胛骨的肩峰突與肩關節位於同樣高度。

## 分類
2021年的系統發生學分析將忍者巨龍分類為泰坦巨龍類，使牠成為該類群已知最古老的物種之一，並視作來支持泰坦巨龍類起源於岡瓦納大陸的證據之一。但敘述者對於本屬是否確實為第一種泰坦巨龍類仍維持保留態度，並表示確認最早的泰坦巨龍類出現在約1億2000萬年前左右，而忍者巨龍足足早了2000萬年。